# Partido judicial de Astorga

El partido judicial de Astorga es un partido judicial de la provincia de León en Castilla y León (España).
Relación de municipios que pertenecen al partido judicial de Astorga:
- Astorga
- Benavides
- Brazuelo
- Bustillo del Páramo
- Carrizo
- Castrillo de Cabrera
- Encinedo
- Hospital de Órbigo
- Llamas de la Ribera
- Lucillo
- Luyego
- Magaz de Cepeda
- Quintana del Castillo
- San Justo de la Vega
- Santa Colomba de Somoza
- Santa Marina del Rey
- Santiago Millas
- Truchas
- Turcia
- Val de San Lorenzo
- Valderrey
- Villagatón
- Villamejil
- Villaobispo de Otero
- Villarejo de Órbigo
- Villares de Órbigo